# علي مكي
علي عبد القادر مكي مواليد 20 أبريل 1999 في جدة، السعودية، هو لاعب كرة قدم سعودي يلعب لنادي الوحدة.

## مسيرة اللاعب
لعب في الفئات السنية في النادي الأهلي ونادي الانتصار ونادي جدة ونادي الوحدة.

## روابط خارجية
- علي مكي على موقع قاعدة بيانات كرة القدم.إي يو (الإنجليزية)
- علي مكي على موقع Soccerway.com (الإنجليزية)